# Оттава (Іллінойс)
Оттава (англ. Ottawa) — місто (англ. city) в США, розташоване на злитті річок Іллінойс та Фокс в окрузі Ла-Салл штату Іллінойс. Населення — 18 840 осіб (2020). Місто є адміністративним центром округу Ла-Салл та входить до складу Мікрополіса Оттава-Стрітор.

## Географія
Оттава розташована за координатами 41°21′12″ пн. ш. 88°49′55″ зх. д. / 41.35333° пн. ш. 88.83194° зх. д. (41.353379, -88.831850).  За даними Бюро перепису населення США в 2010 році місто мало площу 33,15 км², з яких 31,08 км² — суходіл та 2,07 км² — водойми. В 2017 році площа становила 34,89 км², з яких 32,67 км² — суходіл та 2,23 км² — водойми.

## Демографія
Згідно з переписом 2010 року, у місті мешкало 18 768 осіб у 7783 домогосподарствах у складі 4871 родини. Густота населення становила 566 осіб/км².  Було 8569 помешкань (258/км²).
Расовий склад населення:
| - 93,4 % — білих - 2,0 % — чорних або афроамериканців - 0,9 % — азіатів - 0,3 % — корінних американців - 1,8 % — осіб інших рас |

До двох чи більше рас належало 1,5 %. Частка іспаномовних становила 7,5 % від усіх жителів.
За віковим діапазоном населення розподілялося таким чином: 23,3 % — особи молодші 18 років, 60,1 % — особи у віці 18—64 років, 16,6 % — особи у віці 65 років та старші. Медіана віку мешканця становила 40,2 року. На 100 осіб жіночої статі у місті припадало 95,4 чоловіків;  на 100 жінок у віці від 18 років та старших — 92,8 чоловіків також старших 18 років.
Середній дохід на одне домашнє господарство  становив 61 988 доларів США (медіана — 46 477), а середній дохід на одну сім'ю — 73 970 доларів (медіана — 59 658). Медіана доходів становила 49 145 доларів для чоловіків та 31 094 долари для жінок. За межею бідності перебувало 15,4 % осіб, у тому числі 25,2 % дітей у віці до 18 років та 10,8 % осіб у віці 65 років та старших.
Цивільне працевлаштоване населення становило 8543 особи. Основні галузі зайнятості: освіта, охорона здоров'я та соціальна допомога — 21,0 %, роздрібна торгівля — 18,1 %, виробництво — 10,8 %, мистецтво, розваги та відпочинок — 10,7 %.